# Vriesea agostiniana
Vriesea agostiniana är en gräsväxtart som beskrevs av Edmundo Pereira. Vriesea agostiniana ingår i släktet Vriesea och familjen Bromeliaceae. Inga underarter finns listade i Catalogue of Life.